# Folkeafstemningen om en fredsaftale med FARC
Folkeafstemningen om en fredsaftale med FARC var en folkeafstemning, der blev afholdt 2. oktober 2016 i Colombia med det formål at få vælgernes accept af en fredsaftale mellem den colombianske regering og oprørsbevægelsen FARC. Vælgerne forkastede fredsaftalen med 50,2% af stemmerne.

## Baggrund
Colombia havde siden 1964 været ramt af en konflikt mellem den colombianske regering og blandt andre FARC, hvor både venstreorienterede og højreorienterede grupperinger såvel som narkobander havde været involveret. Udover FARC involverede konflikten, hvor menneskerettigheder blev krænket af begge parter, også andre grupperinger, blandt andre AUC (De forenede selvforsvarsstyrker) og ELN (Den nationale Befrielseshær). Førstnævnte indgik en fredsaftale med regeringen i 2004. Konflikten, der gennem årene er vurderet til at have resulteret i ca. en kvart million dødsfald, 6-7 millioner internt fordrevne og 45.000 forsvundne personer, bunder i flere århundredes undertrykkelse af Colombias landbefolkning. Konflikten er den længstvarende væbnede konflikt i Sydamerika.
Konflikten havde sit ophav i 1948, da der var krig mellem konservative og liberale kræfter. Krigen kostede mellem 250.000 og 300.00 mennesker livet i de tolv år konflikten varede. Freden kom i 1960, da de enedes om at skiftes til at have magten fire år ad gangen, men eftersom bønder og den oprindelige befolkning blev holdt udenfor, stiftede de i løbet af 1960'erne lokale oprørsgrupper, der blev slået ned af regeringshæren. FARC og ELN stiftedes i 1964, inspireret af den cubanske revolution. I det efterfølgende årti begyndte man at dyrke marihuana og koka, hvilket førte til oprettelse af narkokarteller, der af forsvarsmæssige årsager bevæbnede sig. Indtægterne herfra finansierede paramillitære grupper. I 1980'erne kom FARC ind på narkotikamarkedet, hvor de begyndte at opkræve afgifter af kokainproduktionen. I 1984 indgik de en våbenhvile med regeringen, men den endte dog med at bryde sammen. Inden da har FARC-medlemmer stiftet et parti og fik medlemmer i både kongressen og lokale regeringer. I 1990'erne nedlagde de nok engang våbnene og fik amnesti, men i 2002 brød fredsprocessen sammen og efterfølgende afvæbnedes paramillitære grupper af præsident Alvaro Uribe. I 2010 valgtes Juan Manuel Santos som præsident og han startede fredsforhandlingerne i først Norge og siden Cuba.
I efteråret 2015 blev regeringen og FARC enige om at oprette tribunaler, hvor personer, der havde begået forbrydelser i løbet af konklikten kunne blive stillet til ansvar.
Forud for folkeafstemningen havde den colombianske regering med Norge (med deltagelse af den norske diplomat Dag Nylander) og Cuba som mæglere forhandlet med FARC siden 2012, hvilket førte til, at der under overværelse af blandt andre FN's generalsekretær Ban Ki-moon, USA's udenrigsminister John Kerry og statsledere fra hele Latinamerika blev underskrevet en fredsaftale mellem landets præsident, Juan Manuel Santos og FARC's leder Rodrigo Londoño 26. september 2016. Forhandlingerne foregik i Cubas hovedstad Havana. Præsidenten valgte at sende fredsaftalen til folkeafstemning, da han ønskede folkets mandat.

## Afstemningen
Den aftale, der var til folkeafstemning, indeholdt blandt andet en aftale om, at FARC's krigere skulle flyttes til lejre, der skulle forvaltes af FN, hvor de skulle aflevere deres våben. Derudover vil FARC senest i maj 2017 blive omdannet til et politisk parti, der frem til 2026 ville få tildelt ti pladser i kongressen, omend uden stemmeret frem til 2018.
Blandt modstanderne af aftalen var de konservative på højrefløjen, tidligere generaler og den tidligere præsident Alvaro Uribe, blandt andet fordi han ville have FARC-medlemmer straffet. Han betragter FARC's ledere for at være krigsforbrydere, der ikke bør have lov til at få et politisk embede. Derudover anser de fortsat FARC som en terrorgruppe, som de hverken har lyst til at give amnesti eller frit lejde, eftersom de stadig er eftersøgt for krigsforbrydelser.
Efter indgåelsen af fredsaftalen, men før folkeafstemningen, havde FARC lovet af udbetale en erstatning for "materiel skade" til ofrene for konflikten, hvilket de ellers hidtil har nægtet.
På trods af, at meningsmålinger forud for afstemningen pegede på, at ca. to tredjedele af vælgerne ville stemme "ja" til aftalen, endte det med, at vælgerne med 50,2% af stemmerne (6.431372 stemte "nej", 6.377.464, der stemte "ja") ikke ville acceptere fredsaftalen. Under 50.000 stemmer adskilte ja- og nedsiden i en afstemning, hvor 38% af de stemmeberettigede valgte af deltage. Efter at nejet var en kendsgerning vendte FARC-krigere ifølge Røde Kors ubevæbnede tilbage til junglen i det sydlige Colombia. De var ellers samlet under FN-overvågning, for at aflevere deres våben.
I byerne stemte flertallet "nej" (undtaget i hovedstaden Bogotá), mens flertallet på landet stemte "ja". Det er landbefolkningen, der har været mest berørt af konflikten.
Den colombianske organisation Funsarep arrangerede en symbolsk afstemning blandt børn og unge mellem fem og sytten år. 13.600 børn og unge valgte at stemme og resultatet blev det modsatte af de voksnes afstemning idet 67% stemte "ja", mens 31% stemte "nej". Organisationen ønskede at give forældreløse børn og rekrutterede børn en stemme. Ifølge Unicef er en kvart million børn blevet ofre for konflikten.

## Efterspil
Som en konsekvens af afstemningen måtte der laves en ny fredsaftale, som landets præsident underskrev 24. november 2016. Præsidenten valgte dog ikke at spørge vælgerne endnu engang, da han både var bange for at splitte landet yderligere og at starte en væbnet konflikt mellem modstandere og tilhængere. Den blev derfor vedtaget af landets kongres, hvor præsidentens parti har et flertal. Begge kongressens kamre vedtog fredsaftalen med enstemmighed. I kongressens underhus stemte 130 for og ingen imod. I senatet stemte 75 for og ingen imod. I senatet udvandrede flere modstandere dog i protest.
Juan Manuel Santos modtog 10. december 2016 Nobels Fredspris for sit arbejde med at sikre en fredsaftale med FARC. Santos udtalte straks han fik besked om prisen (blev offentliggjort 7. oktober 2016), at det ikke kun var ham, der modtog prisen, men alle colombianere, der har lidt under konflikten gennem fem årtier. Han udtalte også, at nobelprisen kom som en gave fra himlen, fordi den gav et gevaldigt skub til processen. Nobelpriskomitéen valgte at give prisen til Santos med den begrundelse, at det skulle opmuntre ham til at fortsætte arbejdet for fred, trods nederlaget.
Som en konsekvens af fredsaftalen begyndte FARC's soldater 5. december 2016 at aflevere deres våben til FN-inspektører. Der skal derudover omfordeles jord og ydes hjælp til bønderne, så de kan dyrke andet end koka. Der skal desuden ske en udvikling af visse dele af landet, så vold og lovløshed kan begrænses, ligesom menneskerettighederne skal sikres.